# Imposta di scopo
Un'imposta di scopo è un tributo finalizzato al perseguimento di specifici obiettivi di volta in volta individuati dal soggetto che la istituisce, nell'ambito di alcune finalità esplicitate dal legislatore. Tali finalità potrebbero essere a tal punto diversificate da non risultare possibile ricomprendere le imposte di scopo entro un'unica categoria giuridica. Per questa ragione l'imposta di scopo viene definita flessibile, caratteristica che rende semplicistico generare gettito ed inoltre non sono previsti particolari adempimenti durante la fase esattiva.

## Caratteristiche principali dell'imposta di scopo
Un tributo di scopo è una prestazione patrimoniale (art. 53 Costituzione) richiesta al contribuente che si caratterizza per il rilievo che assume la destinazione dei proventi riscossi, in deroga al principio di unità del bilancio.
Il principio di unità del bilancio prevede che è il complesso unitario delle entrate che finanzia l’amministrazione pubblica e che quindi sostiene la totalità delle sue spese durante la gestione. In virtù di simile assunto c'è un generale divieto a creare dei collegamenti tra il gettito di un tributo specifico ed una specifica spesa.
Un tributo di scopo è un'eccezione a tale principio generale. La medesima deroga deve essere espressamente prevista dal legislatore. Tale regola discende dalla riserva di legge imposta dall'articolo 23 della Costituzione, in forza del quale qualsiasi prestazione personale o patrimoniale deve essere imposta per legge. 
Tra le caratteristiche dell'imposta di scopo la principale è il vincolo a cui è destinato il gettito riscosso, il quale deve essere necessariamente prestabilito dal legislatore. Questo primo elemento evidenzia la ratio fondamentale che sottostà alla sua istituzione, rappresenta un modo di legittimazione del prelievo presso i contribuenti. Si passa in questo modo da una metodologia di tassazione che colpisce tutti i contribuenti indistintamente in base alla loro capacità contributiva (art. 53 Costituzione) ad un approccio che si confà al principio del beneficio, ovvero colpendo i contribuenti in relazione al vantaggio che traggono dal bene o servizio pubblico ricevuto. Esso prende anche il nome di principio della controprestazione ed è per questo che non vi è un diretto intento redistributivo. 
L'obiettivo è quello di responsabilizzare la gestione delle entrate pubbliche, determinando una maggiore correlazione tra spesa e prelievo. Ciò che caratterizza un tributo di scopo non è il rapporto tra ente impositore e contribuente, come avviene nella generalità dei casi, quanto il vincolo di destinazione predeterminato. Questo contribuisce ad una diretta percezione, da parte dei contribuenti, delle funzioni del prelievo, dello scopo da perseguire e dell'eventuale realizzazione dello stesso, garantendo maggior trasparenza nella gestione del gettito.
La necessità di indicare previamente la destinazione ha come conseguenza il fatto che le somme riscosse dai contribuenti non potranno essere impiegate per finalità diverse da quelle predeterminate, nemmeno nella circostanza in cui si tratti di attività strettamente connesse alla principale (ad esempio, nel caso della ISCOP, i costi del personale necessari per la realizzazione dell'opera). Il prelievo complessivo non dovrebbe, poi, superare il costo complessivo dell'intervento pubblico predeterminato. È necessario prevedere un limite temporale al prelievo. Questa forma di imposizione ha la peculiarità di essere predeterminata di volta in volta e di conseguenza vi è il vantaggio di non incorrere in problemi quali duplicazioni o sovrapposizioni con ulteriori forme di tributi.
Un'altra peculiarità delle imposte di scopo è l'obbligo di procedere a restituzione delle somme versate, nel caso in cui l'obiettivo preposto alla riscossione del gettito non abbia avuto seguito entro un termine preciso. È una forma di controllo sulle modalità di impiego delle somme riscosse e sulla responsabilità degli enti locali.
Le principali imposte di scopo nell'ordinamento italiano riguardano imposte o tasse regionali e comunali.

## Origini dell'imposta di scopo in Italia
Nel 1865 venne introdotta una disposizione legislativa che colpiva i proprietari di immobili a seguito di un incremento del loro valore dovuto alla costruzione di opere pubbliche. 
Successivamente, una imposizione di scopo fu introdotta dal Governo Giolitti nel 1903. A seguito della creazione di una strada e del relativo investimento pubblico, fu approvata una legge che prevedeva una tassazione, con un'aliquota pari all'un per cento, per tutti i terreni posizionati ad una specifica distanza dalla stessa, in quanto considerati da quel momento edificabili. 
Nel 1931, vennero introdotti i "contributi di miglioria generica" e "contributi di miglioria specifica". L'intenzione del legislatore era quella di tassare l'incremento di valore determinato a seguito di un intervento pubblico. Questa disposizione, così come modificata nel 1963, prevedeva inoltre un onere contributivo nel caso in cui l'incremento del valore derivasse da modifiche di piani regolatori che incrementassero la redditività di tali aree.
Nel 1972 venne introdotta l'Imposta comunale sull'incremento di valore degli immobili (INVIM) e vennero abrogati i predetti contributi. Erroneamente, si ritenne che la stessa fosse sostitutiva dei contributi di miglioria. Nella realtà dei fatti, invece, essa colpiva indistintamente terreni e fabbricati, eliminando ogni correlazione tra imposizione e beneficio tratto dall'intervento pubblico.
Nel 1977 venne introdotto il contributo di urbanizzazione, la cui imposizione è connessa ai costi di trasformazione urbanistica ed edilizia del territorio. 

## Addizionale sulle accise dei carburanti
Tra le principali tasse applicate in Italia che nella discussione mediatica vengono considerate imposte di scopo si ricordano quella per la guerra di Abissinia del 1935, per la crisi di Suez del 1956, per il disastro del Vajont del 1963, per l'alluvione di Firenze del 1966, per il terremoto del Belice del 1968, per il terremoto del Friuli del 1976, per il terremoto dell'Irpinia del 1980, per la missione in Libano del 1983, per la missione in Bosnia del 1996, per il rinnovo del contratto degli autoferrotranviari del 2004, per il finanziamento alla Cultura del 2011, per l'emergenza immigrazione conseguente alla crisi libica del 2011.
In occasione di tali eventi si sono registrate, in particolare, modifiche alle accise dei carburanti.
Questi particolari tributi indiretti difettano di molte caratteristiche delle imposte di scopo, nonostante siano ritenute tali a livello mediatico. 

## Imposta di scopo comunale
A seguito della riforma del Titolo V della Costituzione e della successiva Legge delega, un incremento di autonomia di tipo fiscale in capo agli enti territoriali è stato evidente. Ciò ha determinato un rafforzamento della responsabilizzazione finanziaria e della territorialità, razionalizzando la spesa pubblica.
L'imposta di scopo comunale (ISCOP) è un tributo il cui gettito è destinato a finanziare in modo parziale opere pubbliche, eventi ad alto interesse turistico, mobilità urbana, asili, etc. È stata introdotta dal governo Prodi con la legge n. 296 del 2006 e la stessa ne disciplina le modalità di attuazione. Essa conferisce ai Comuni la possibilità di finanziare fino al 30% del costo per la realizzazione di opere pubbliche. È una imposizione perfettamente compatibile con gli obiettivi di tutela del patrimonio storico, artistico e culturale, propri degli enti locali.
La legge prevede che la base imponibile del tributo di scopo è l'ICI con aliquota fissa 0,5 x 1000 e la sua durata non deve superare i 10 anni. Dalla scelta di collegare l'imposta di scopo alla normativa ICI ne deriva che i soggetti passivi della prima sono i medesimi soggetti passivi della seconda. I soggetti passivi sono quindi: proprietari di fabbricati, terreni agricoli o aree fabbricabili situate nel territorio del Comune; soggetti titolari di uso, usufrutto, superficie, enfiteusi, abitazione; locatari in caso di locazione finanziaria; concessionari in caso di concessioni su aree demaniali.
Inoltre il testo legislativo indica tassativamente le opere pubbliche che possono essere finanziate da questa imposta:
- a) opere per il trasporto pubblico urbano,
- b) opere viarie, con l'esclusione della manutenzione straordinaria ed ordinaria delle opere esistenti
- c) opere particolarmente significative di arredo urbano e di maggior decoro dei luoghi
- d) opere di risistemazione di aree dedicate a parchi e giardini
- e) opere di realizzazione di parcheggi pubblici
- f) opere di restauro
- g) opere di conservazione dei beni artistici e architettonici
- h) opere relative a nuovi spazi per eventi e attività culturali, allestimenti museali e biblioteche
- i) opere di realizzazione e manutenzione straordinaria dell'edilizia scolastica. (art. 1 comma 149).

La stessa legge all'art. 1 comma 151 prevede un rimborso ai cittadini del Comune nel caso in cui i lavori per la realizzazione dell'opera non siano iniziati entro 2 anni dalla data prevista dal progetto esecutivo, specificando che il relativo versamento si debba realizzare nei due anni successivi al biennio. 
L'istituzione dell'imposta di scopo è facoltativa e spetta ai Comuni che, con Regolamento, dovranno indicare: l'opera da realizzare (nel rispetto dell'elenco tassativo previsto per legge); l'aliquota del tributo (nel massimo dello 0,5 per mille); esenzioni, riduzioni e detrazioni d'imposta in circostanze specifiche e nei confronti di determinate categorie di soggetti; modalità e termini di pagamento del tributo. 
Per la restante disciplina, si applicano le disposizioni vigenti in materia di ICI (oltre che per l'individuazione dei soggetti passivi e per la base imponibile anche per le norme in ambito di accertamento, sanzioni e contenzioso). Il 25 marzo 2009 è stata emanata una direttiva che prevede il versamento della ISCOP con modello F24 oppure con bollettino di c/c postale. 
Tra il 2007 ed i 2014 è stata applicata da 25 comuni su 8100. 

## Modifiche apportate dal Decreto Legislativo n.23/2011
Il decreto legislativo del 14 marzo del 2011 n. 23 ha introdotto delle modifiche riguardanti l'imposta di scopo comunale (ISCOP) rispetto alla disciplina prevista nella legge 296/2006. All'articolo 6 il decreto ha:
- aumentato la durata di applicazione dell'imposta, portandola ad un massimo di 10 anni
- previsto che la base imponibile per il calcolo dell'imposta è l'IMU, a seguito della sua entrata in vigore che ha sostituito la previgente ICI.
- ampliato l'ambito di applicazione potendo utilizzare tale imposta per finanziare la realizzazione di opere pubbliche diverse da quelle già previste nella legge 296/2006. Si fa esplicito riferimento ad opere di risistemazione, restauro, miglioramento o conservazione.
- riconosciuto la possibilità di finanziare l'intero ammontare della spesa per l'opera pubblica da realizzare con il gettito dell'imposta.

I termini del rimborso sono i medesimi a quelli stabiliti nell'articolo 1 comma 151 della legge 296/2006.
Infine, la Legge di Stabilità del 2014 ha affermato la facoltà di istituzione delle imposte di scopo per i Comuni. 